# Alfred Stevens

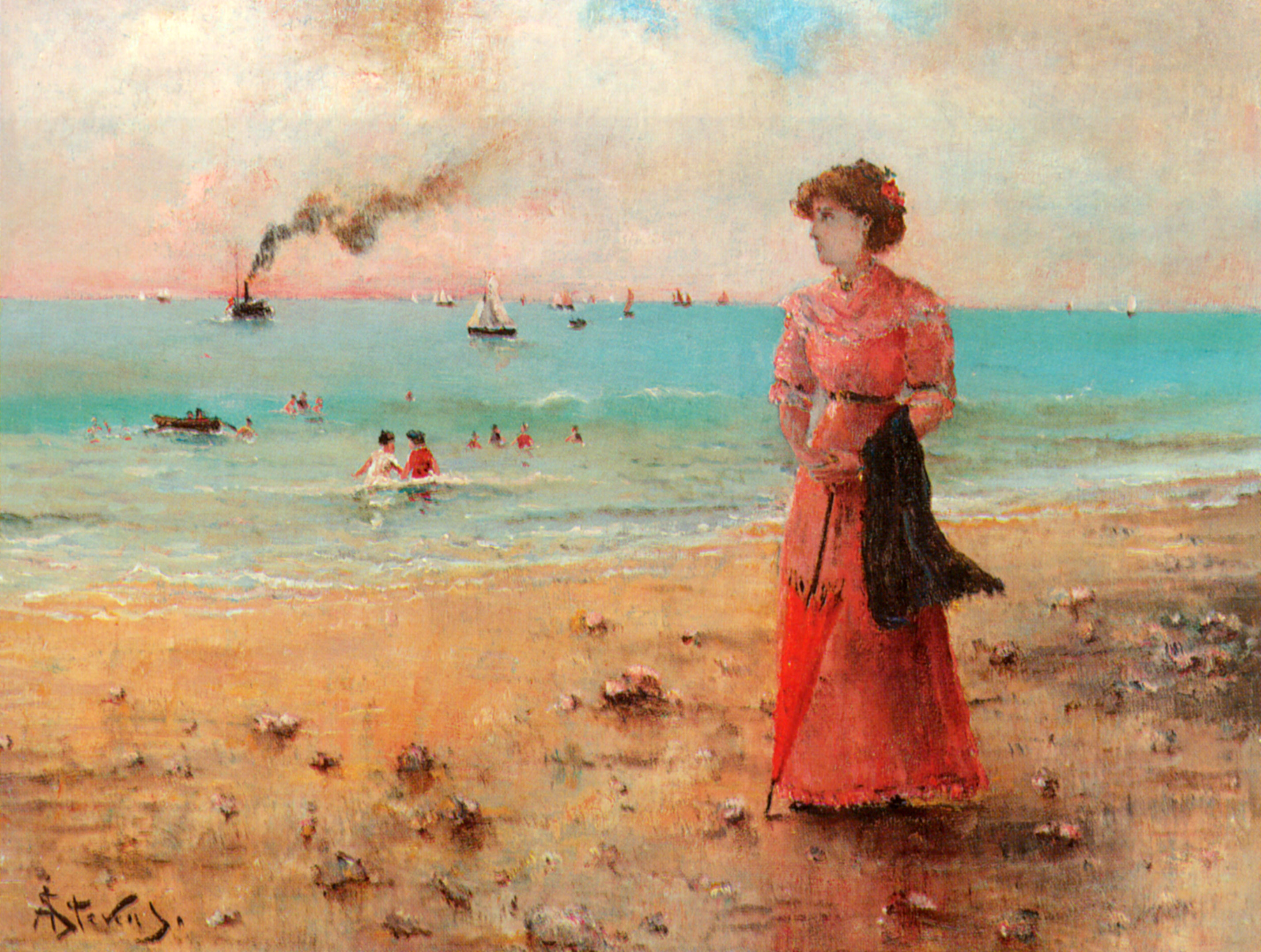
Młoda kobieta w czerwonej sukni nad brzegiem morza, 1885

 Alfred Emile-Léopold Stevens (ur. 11 maja 1823 w Brukseli, zm. 29 sierpnia 1906 tamże) – belgijski malarz akademicki.
W 1844 wyjechał do Paryża, gdzie studiował u Jeana Ingresa w École des Beaux-Arts. Brał udział w wielu międzynarodowych wystawach, m.in. w Antwerpii w 1855, kilkakrotnie w Paryżu na Great Exhibition i International Exhibitions (1878 i 1889) oraz Historical Exhibition of Belgian Art w Brukseli (1880). Malował głównie wykwintne sceny rodzajowe prezentując młode i piękne kobiety. Interesował się też japonistyką, sporadycznie malował pejzaże marynistyczne i alegorie. Był żonaty od 1858 z Marie Blanc (zm. 1891), miał troje dzieci. Na starość wrócił do Brukseli, gdzie zmarł w 1906.
Brat artysty Joseph Stevens (1816–1892) był znanym malarzem zwierząt. Najstarszy syn Léopold (ur. 1861) był malarzem portrecistą i pejzażystą.

## Wybrane prace
- Dama w różach, 1866, Bruksela,
- Powrót z balu, Compiègne,
- Całe szczęście, Bruksela,
- Czytająca list, Ermitaż.